# Simon Hiscocks
Simon John Hiscocks (Dorking, 21 maggio 1973) è un velista britannico.

## Palmarès

### Olimpiadi
- 2 medaglie:
  - 1 argento (Sydney 2000 nella classe 49er)
  - 1 bronzo (Atene 2004 nella classe 49er)

### Mondiali
- 5 medaglie:
  - 2 ori (Cadice 2003 nella classe 49er; Aix-le-Bains 2006 nella classe 49er)
  - 3 argenti (Kaneohe Bay 2002 nella classe 49er; Atene 2004 nella classe 49er; Mosca 2005 nella classe 49er)